# ینتش
ینتش (به چکی: Jeneč) یک منطقهٔ مسکونی در جمهوری چک است که در ناحیه پراگ-غرب واقع شده‌است. ینتش ۷٫۳۳ کیلومتر مربع مساحت و ۱٬۲۱۹ نفر جمعیت دارد و ۳۶۳ متر بالاتر از سطح دریا واقع شده‌است.